# Helmut Schmieder
Helmut Schmieder va ser un piragüista d'eslàlom de l'Alemanya de l'Est que va competir a la dècada del 1950. Va guanyar una medalla d'or amb l'equip mixt C-2 als  Campionats de Món de l'Eslàlom a Augsburg (1957).